# Ковальков, Михаил Павлович
Михаил Павлович Ковальков (Пустой шаблон {{ВД-Преамбула}} ) — советский и российский хоккеист, защитник.

## Биография
Воспитанник череповецкого «Металлурга», играл за команду в сезонах 1987/88 — 1988/29 второй лиги. Четыре сезона (1989/90 — 1992/93) провёл в «Торпедо» Ярославль в чемпионате СССР и МХЛ, также выступал за фарм-клубы ШВСМ (1989/90) и «Яринтерком» (1991/92 — 1992/93) и за ленинградский СКА в переходном турнире сезона-1990/91. В МХЛ и РХЛ играл за «Молот» Пермь (1993/94 — 1996/97) и «Северсталь» (1997/98).